# Медитация на две темы из «Дня Бытия»
Медитация на две темы из «Дня Бытия», op. 7 — сочинение Ивана Вышнеградского для виолончели и фортепиано. Одно из самых популярных и наиболее часто исполняемых произведений композитора.

## История
«Медитация» была написана композитором в Петрограде с декабря 1918 по январь 1919 гг. Впервые была исполнена 15 февраля 1976 г. в Парижской русской консерватории имени С. В. Рахманинова, солисты — Жак Видеркер (виолончель), Мартин Жост (фортепиано), тогда же была сделана её историческая запись.
Пианистом Джошуа Пирсом и фаготистом Джонни Райнхардом произведение было переложено для фагота и фортепиано.

## Композиция
Пьеса основана на двух основных темах ранее сочинённого композитором монументального сочинения «День Бытия». При работе над последним, преследуя цель создать «звуковой континуум», автор почувствовал необходимость в использовании интервалов менее полутона. Впервые использовав микро интервалы в одной из версий «Четырёх фрагментов» op. 5, композитор решил продолжать их исследование в своих последующих сочинениях. В Медитации на две темы из «Дня Бытия» в партию виолончели были включены трететоны, четвертитоны и шестинатоны.